# Fântânele (Suceava)
Pour les articles homonymes, voir Fântânele.
Fântânele est une commune du județ de Suceava en Roumanie.